# Kuzicus bicornis
Kuzicus bicornis är en insektsart som beskrevs av Sigfrid Ingrisch 2006. Kuzicus bicornis ingår i släktet Kuzicus och familjen vårtbitare. Inga underarter finns listade i Catalogue of Life.